# جون تي. بيرغن
جون تي. بيرغن هو سياسي أمريكي، ولد في 1786 في Gowanus, Brooklyn ‏ في الولايات المتحدة، وتوفي في 9 مارس 1855 في باتافيا في الولايات المتحدة. نشط حزبياً في ديمقراطية جاكسونية والحزب الديمقراطي. وقد انتخب Sheriff of Kings County, New York ‏ (1828 – 1831) وانتخب Sheriff of Kings County, New York ‏ (1821 – 1825) وانتخب عضو مجلس النواب الأمريكي ‏.